# Settle Down (No Doubt)
Settle Down è una canzone rock ska del gruppo statunitense No Doubt. È stata pubblicata come primo singolo il 16 luglio 2012 da Interscope Records ed è contenuta nell'album Push and Shove, sesto album in studio della band pubblicato il 25 settembre.

## Descrizione
La canzone è stata scritta da Gwen Stefani, Tony Kanal e Tom Dumont e prodotta da Spike Stent.
Il ritmo è rock ska notevolmente influenzato da componenti reggae e dancehall.

## Video
Il video musicale del brano, diretto da Sophie Muller vede i membri della band dirigersi, ognuno con un camion, verso un luogo dove si sono dati appuntamento per una festa. Inoltre alcuni dettagli come colori accesi, vestiti e accessori (orologi, paramenti dei camion, lavorazioni sugli specchi) richiamano a tratti tipici del cinema di Bollywood o comunque ad oggetti di ispirazione indiana ed orientale. Tra l'altro Tony Kanal è proprio di origine indiana e già negli anni precedenti non sono mancati questi richiami, come ad esempio il fatto che Gwen Stefani indossasse il bindi.

## Tracce
- Digital download[7]

1. Settle Down - 6:01

- Remixes EP[8]

1. Settle Down - 6:01
2. Settle Down (Jonas Quaint Remix) - 4:33
3. Settle Down (Anthony Gorry Remix) - 7:32
4. Settle Down (Stephen Hilton Remix) - 6:23

- Remixes

1. Settle Down (Major Lazer Remix) - 4:54
2. Settle Down (So Shifty Remix) - 3:52

## Formazione
- Gwen Stefani – voce
- Tom Dumont - chitarra
- Tony Kanal – basso
- Adrian Young – batteria, percussioni

## Classifiche
| Paese            | Posizione più alta |
| ---------------- | ------------------ |
| Australia        | 41                 |
| Austria          | 13                 |
| Belgio (Fiandre) | 68                 |
| Brasile          | 29                 |
| Francia          | 163                |
| Germania         | 31                 |
| Honduras         | 44                 |
| Libano           | 8                  |
| Nuova Zelanda    | 34                 |
| Paesi Bassi      | 69                 |
| Regno Unito      | 85                 |
| Stati Uniti      | 34                 |
| Svizzera         | 48                 |
| Venezuela        | 88                 |